# Bruno Ruzza
Bruno Ruzza (Padova, 10 febbraio 1926 – Padova, 13 settembre 2019) è stato un calciatore italiano.

## Carriera
Gioca con il Padova nel Campionato Alta Italia 1944. Sempre con il Padova e con il Treviso gioca anche cinque stagioni in Serie B.
Nel 1953 viene squalificato per tre anni in seguito al tentativo di corruzione nella partita Padova-Catania. Riprende l'attività calcistica poi di nuovo nel Padova, fino al 1957.

## Palmarès

### Club

#### Competizioni nazionali
- Serie B: 1

Padova: 1947-1948
- Serie C: 1

Treviso: 1949-1950